# 은평중학교
은평중학교(恩平中學校)는 대한민국 서울특별시 은평구 구산동에 있는 공립 중학교이다.

## 학교 연혁
- 1984년 1월 9일 : 은평중학교 설립 인가
- 1984년 3월 1일 : 초대 민형식 교장 취임
- 1984년 5월 4일 : 개교식
- 1987년 2월 13일 : 제1화 졸업식(1,147명)
- 2010년 10월 21일 : 은평관 개관
- 2013년 3월 4일 : 학생식당 개관
- 2023년 2월 2일 : 제37회 졸업식(194명) 총 졸업생수 17,270명
- 2023년 3월 1일 : 제14대 이재수 교장 취임

## 참고 자료
- 은평중학교 - 한국교육학술정보원 학교알리미